# Play (résidence de concert)
Pour les articles homonymes, voir Play.
Play est le premier spectacle en résidence mise en place par la chanteuse américaine Katy Perry. Les huit premiers concerts sont annoncés en mai 2021 et se déroulent au Resorts World Theatre de Las Vegas, du 29 décembre 2021 au 15 janvier 2022. Huit autres spectacles sont ajoutés plus tard dans le mois en réponse à la demande populaire, prolongeant la résidence jusqu'en mars 2022[2]. Les billets sont mis en vente le 24 mai après une prévente réservée aux détenteurs de cartes Citibank. Katy Perry annonce en janvier 2022 qu'elle ajoute 16 spectacles supplémentaires pour la période de mai à août. Le 1er juin 2022, elle a annoncé que huit autres spectacles avaient été ajoutés pour le mois d'octobre en raison de la demande croissante.
Katy Perry ouvre Play à guichets fermés au Resorts World Theatre, le siège le plus éloigné n'étant qu'à 45 mètres de la scène. En février 2022, les premiers résultats de recettes sont rapportés par Billboard. La résidence a rapporté 6,98 millions de dollars pour les huit dates réalisées et a attiré un total de 32 000 spectateurs. Grâce à ces gains, elle atteint la première place du classement Artist Power Index (APX) de Pollstar. Le 10 avril 2023, elle annonce que le dernier spectacle de la résidence aura lieu le 4 novembre 2023.

## Contexte
Le spectacle s'inspire des films Chérie, j'ai rétréci les gosses, Pee-wee's Playhouse et Pee-wee Big Adventure. Katy Perry déclare également : « Ce sera un régal pour les oreilles et les yeux, et je n'ai jamais autant ri de ma vie en répétition. Mes co-créateurs et collaborateurs, les danseurs et le groupe, tout le monde se dit : 'C'est l'idée la plus géniale' ».

## Production

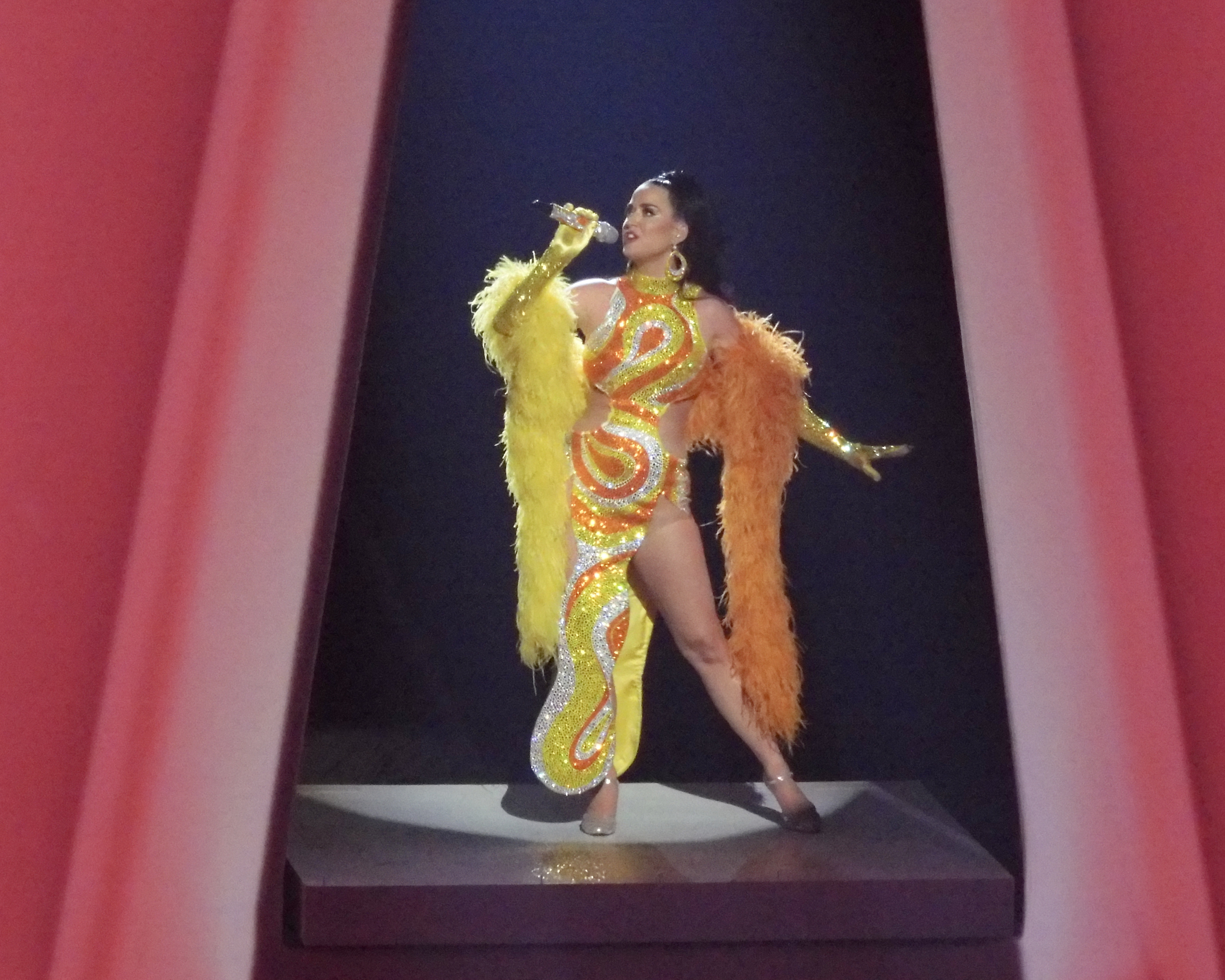
Perry interprétant " Teenage Dream "

Plusieurs parties du spectacle ont été qualifiées de « Camp » par des médias tels que Vogue, comme la descente de Perry du plafond et son placement sur un lit gigantesque, l'interaction avec des toilettes géantes et un masque facial géant pendant le spectacle, ainsi qu'un énorme cheval à bascule rouge. Christian Allaire de Vogue la qualifie de « reine du Camp » pour son approche du spectacle : « L'approche ludique et humoristique de Perry en matière d'habillement fait vraiment le spectacle pour nous. Plus de dix ans après le début de son impressionnante carrière, il est clair qu'elle est toujours la reine du camp, ».

## Réponse critique
Play est salué par l'ensemble de la critique.

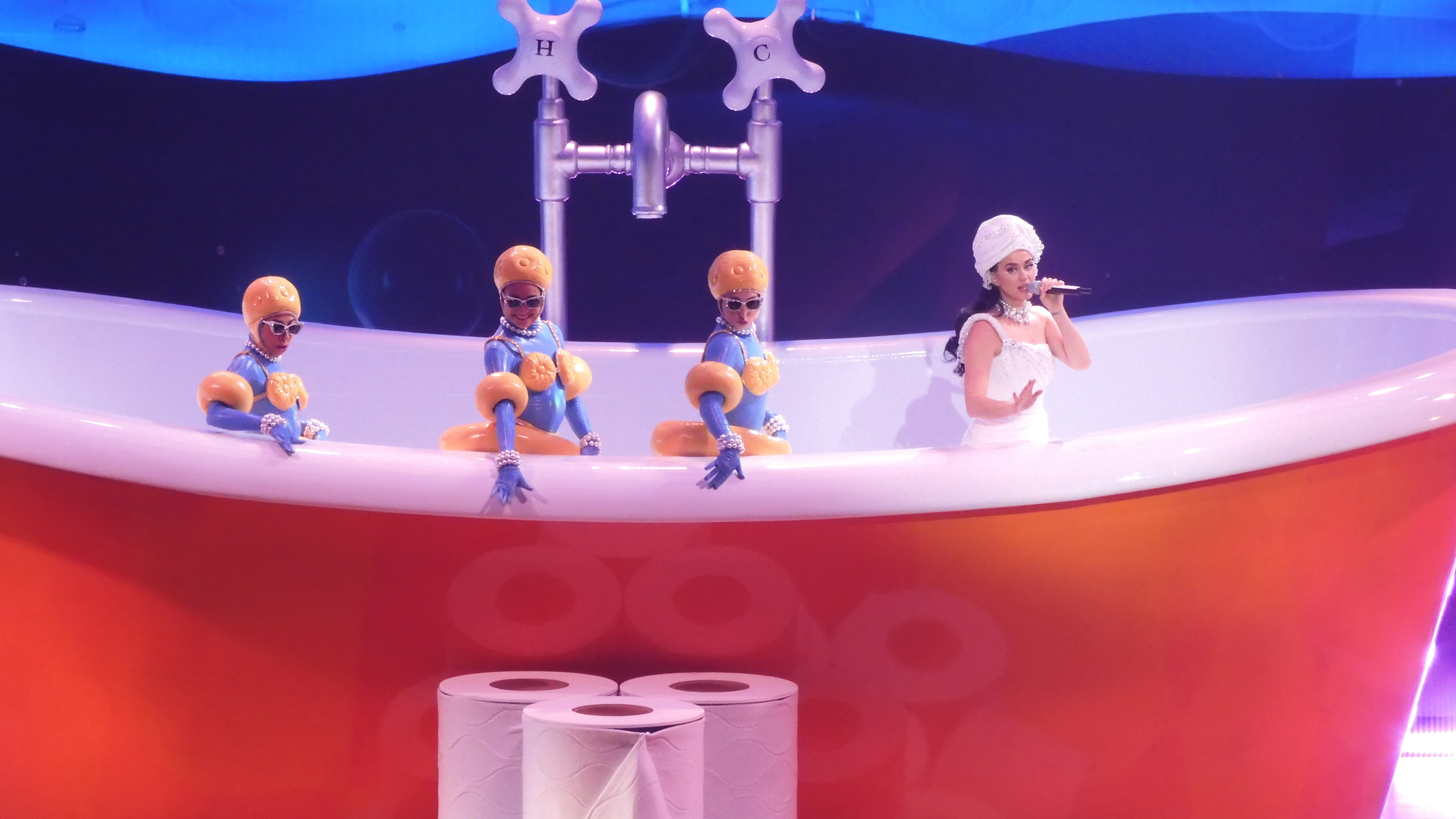
Perry interprétant « Last Friday Night (TGIF) »

Mark Gray de Rolling Stone déclare que « la production était plus grande que nature » pour la soirée d'ouverture de la résidence, ajoutant que « Le spectacle est la quintessence de Perry, qui s'est laissé aller à l'émotion, à l'exagération, à la fantaisie, au psychédélisme et même à la ringardise pendant 95 minutes ».
Melinda Sheckells de Billboard donne également une critique positive du premier spectacle, déclarant que Perry « a laissé une autre marque inoubliable sur le Strip devant une foule à guichets fermés, tous âges confondus, de 5 000 KatyCats ronronnant bruyamment », ajoutant plus loin : « 'Perry Playland' transporte le public dans une autre dimension de peluches arc-en-ciel, de confettis en forme de cœur et d'objets ménagers anthropomorphes plus grands que nature - c'est en partie de la fantaisie, en partie de l'hallucination et tout à fait du Perry high-camp ».
Joyann Jeffrey, collaboratrice de Yahoo!, estime que Perry a « parfaitement résumé 2021 lorsqu'elle a grillé un masque facial géant sur scène et chanté sur des rouleaux de papier toilette géants, qui se trouvaient à côté d'une énorme baignoire et de toilettes » avec Play, et a écrit que les tenues utilisées étaient « tout aussi étonnantes ».

## Liste des morceaux

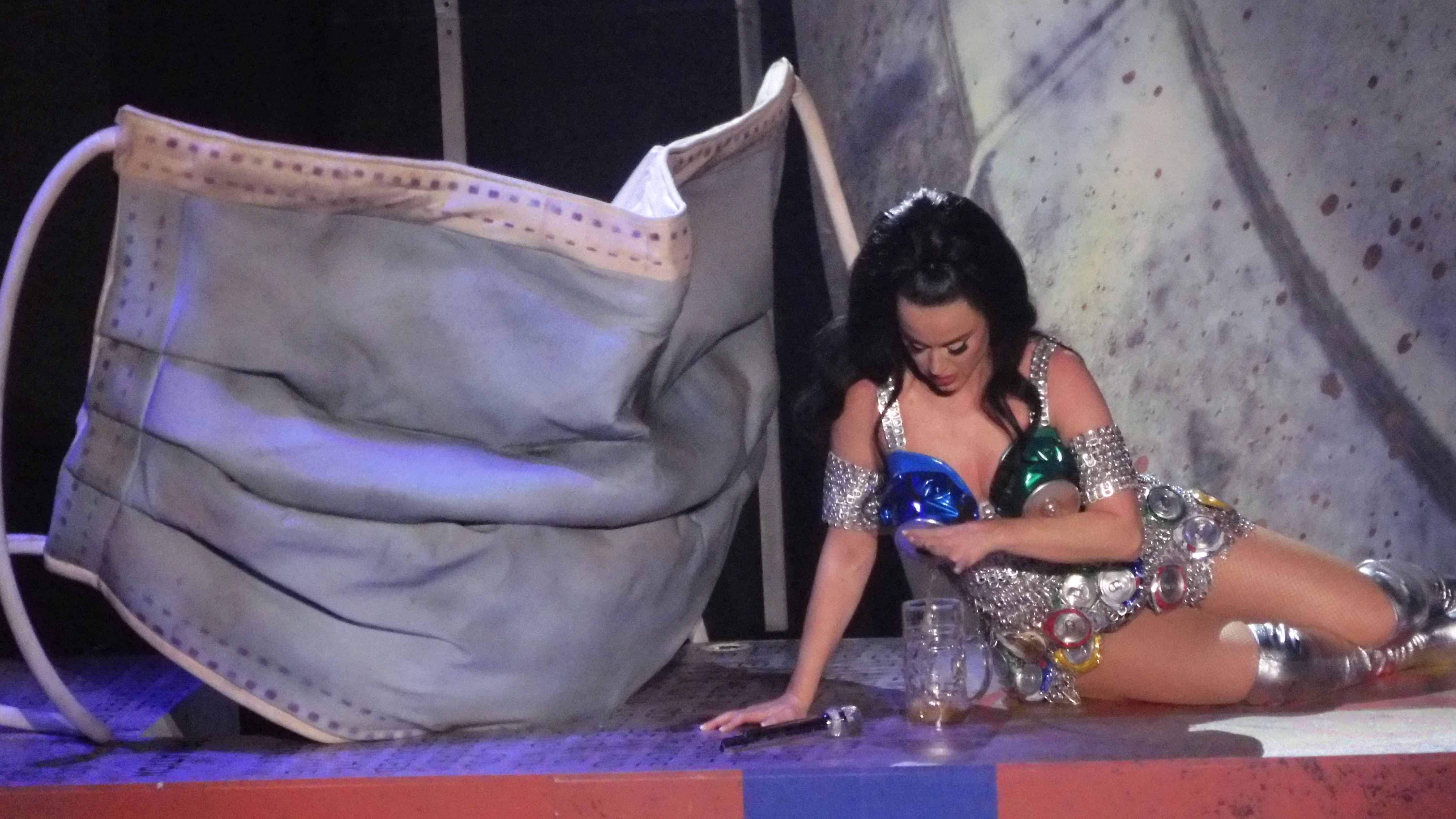
Perry lors d'un spectacle

Katy Perry révèle la liste des morceaux le 28 décembre 2021, un jour avant le début prévu du premier spectacle.
1. E.T.
2. Chained to the Rhythm
3. Dark Horse
4. Not the End of the World
5. California Gurls
6. Hot n Cold / Last Friday Night (T.G.I.F.)
7. Waking Up in Vegas (jazz remix)
8. Bon Appétit
9. Daisies (Oliver Heldens remix)
10. I Kissed a Girl
11. Lost / Part of Me / Wide Awake (acoustique)
12. Never Really Over
13. Swish Swish
14. When I'm Gone (en) / Walking on Air
15. Teenage Dream
16. Smile
17. Roar
18. The Greatest Love of All
19. Firework

## Spectacles
| Date             | Spectateurs | Recettes    |
| Étape 1,         | Étape 1,    | Étape 1,    |
| ---------------- | ----------- | ----------- |
| 29 décembre 2021 | 32 000      | 6 980 000 $ |
| 31 décembre 2021 | 32 000      | 6 980 000 $ |
| 1 janvier 2022   | 32 000      | 6 980 000 $ |
| 7 janvier 2022   | 32 000      | 6 980 000 $ |
| 8 janvier 2022   | 32 000      | 6 980 000 $ |
| 12 janvier 2022  | 32 000      | 6 980 000 $ |
| 14 janvier 2022  | 32 000      | 6 980 000 $ |
| 15 janvier 2022  | 32 000      | 6 980 000 $ |
| Étape 2          |             |             |
| 2 mars 2022      | —           | —           |
| 4 mars 2022      | —           | —           |
| 5 mars 2022      | —           | —           |
| 11 mars 2022     | —           | —           |
| 12 mars 2022     | —           | —           |
| 16 mars 2022     | —           | —           |
| 18 mars 2022     | —           | —           |
| 19 mars 2022     | —           | —           |
| Étape 3          |             |             |
| 27 mai 2022      | —           | —           |
| 28 mai 2022      | —           | —           |
| 29 mai 2022      | —           | —           |
| 3 juin 2022      | —           | —           |
| 4 juin 2022      | —           | —           |
| 8 juin 2022      | —           | —           |
| 10 juin 2022     | —           | —           |
| 11 juin 2022     | —           | —           |
| Étape 4          |             |             |
| 29 juillet 2022  | —           | —           |
| 30 juillet 2022  | —           | —           |
| 3 août 2022      | —           | —           |
| 5 août 2022      | —           | —           |
| 6 août 2022      | —           | —           |
| 10 août 2022     | —           | —           |
| 12 août 2022     | —           | —           |
| 13 août 2022     | —           | —           |
| Étape 5          |             |             |
| 5 octobre 2022   | —           | —           |
| 7 octobre 2022   | —           | —           |
| 8 octobre 2022   | —           | —           |
| 14 octobre 2022  | —           | —           |
| 15 octobre 2022  | —           | —           |
| 19 octobre 2022  | —           | —           |
| 21 octobre 2022  | —           | —           |
| 22 octobre 2022  | —           | —           |
| Étape 6          |             |             |
| 15 février 2023  | —           | —           |
| 17 février 2023  | —           | —           |
| 18 février 2023  | —           | —           |
| 22 février 2023  | —           | —           |
| 24 février 2023  | —           | —           |
| 25 février 2023  | —           | —           |
| 3 mars2023       | —           | —           |
| 4 mars 2023      | —           | —           |
| Étape 7          |             |             |
| 5 avril 2023     | —           | —           |
| 7 avril 2023     | —           | —           |
| 8 avril 2023     | —           | —           |
| 12 avril 2023    | —           | —           |
| 14 avril 2023    | —           | —           |
| 15 avril 2023    | —           | —           |
| Étape 8          |             |             |
| 12 mai 2023      | —           | —           |
| 13 mai 2023      | —           | —           |
| 17 mai 2023      | —           | —           |
| 19 mai 2023      | —           | —           |
| 20 mai 2023      | —           | —           |
| 24 mai 2023      | —           | —           |
| 27 mai 2023      | —           | —           |
| 28 mai 2023      | —           | —           |
| Étape 9          |             |             |
| 28 juillet 2023  | —           | —           |
| 29 juillet 2023  | —           | —           |
| 2 août 2023      | —           | —           |
| 4 août 2023      | —           | —           |
| 5 août 2023      | —           | —           |
| 9 août 2023      | —           | —           |
| 11 août 2023     | —           | —           |
| 12 août 2023     | —           | —           |
| Étape 10         |             |             |
| 4 octobre 2023   | —           | —           |
| 6 octobre 2023   | —           | —           |
| 7 octobre 2023   | —           | —           |
| 11 octobre 2023  | —           | —           |
| 13 octobre 2023  | —           | —           |
| 14 octobre 2023  | —           | —           |
| 31 octobre 2023  | —           | —           |
| 1 novembre 2023  | —           | —           |
| 3 novembre 2023  | —           | —           |
| 4 novembre 2023  | —           | —           |